# Diocheți-Rediu
Diocheți-Rediu – wieś w Rumunii, w okręgu Vrancea, w gminie Movilița. W 2011 roku liczyła 661
mieszkańców